# Discolithes
Discolithes es un género de foraminífero bentónico considerado como nomen nudum e invalidado, aunque también considerado un sinónimo posterior de Alveolina de la familia Alveolinidae, de la superfamilia Alveolinoidea, del suborden Miliolina y del orden Miliolida. Su rango cronoestratigráfico abarcaba desde el Luteciense hasta el Bartoniense inferior (Eoceno medio).

## Clasificación
En Discolithes no se ha considerado ninguna especie.